# Abschleppbrille
Eine Abschleppbrille (auch Hubbrille) ist eine bestimmte Vorrichtung an einem Abschleppfahrzeug, um einen 
PKW oder LKW abschleppen zu können.

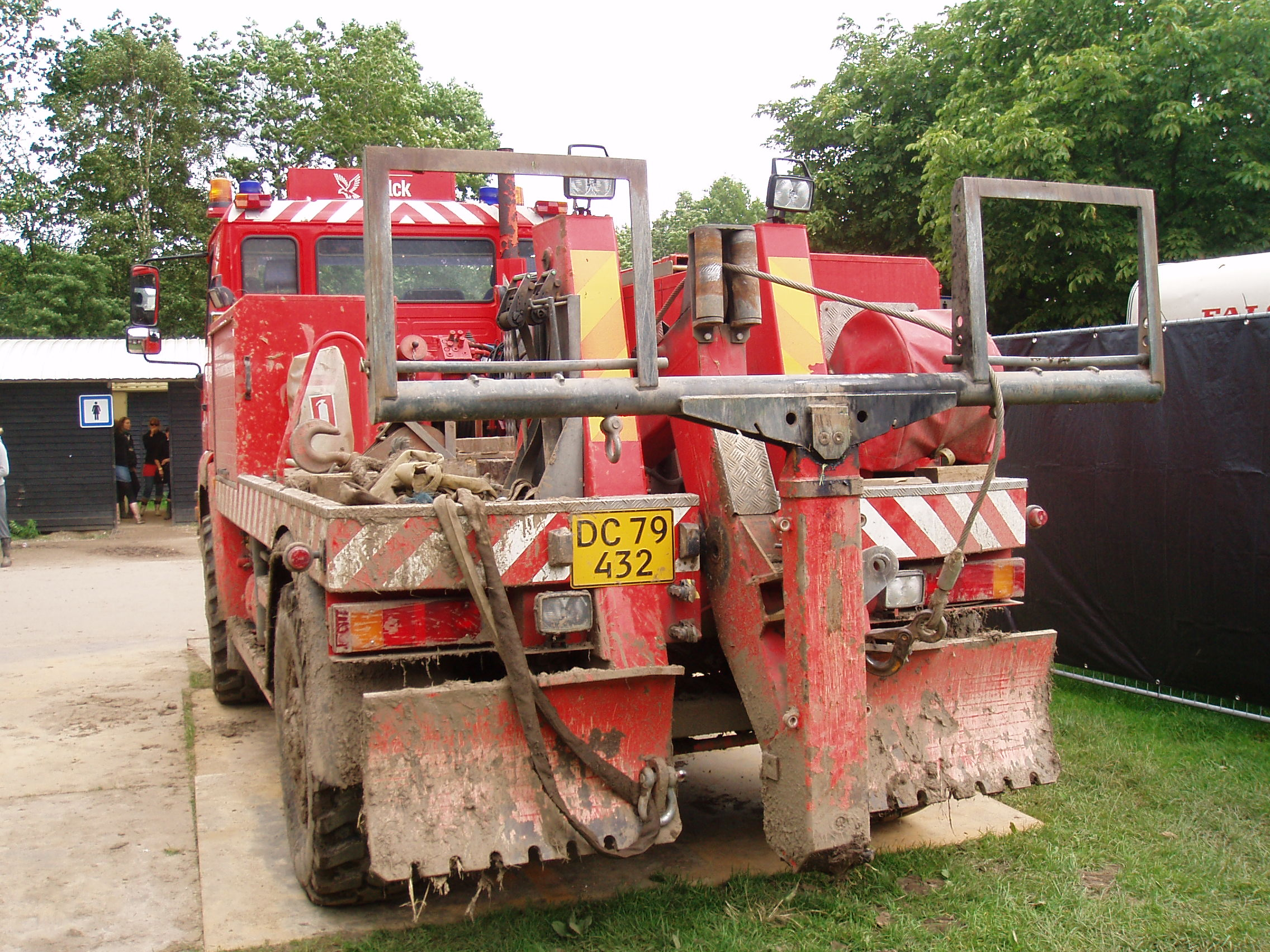
Abschleppfahrzeug mit hochgeklappter Abschleppbrille

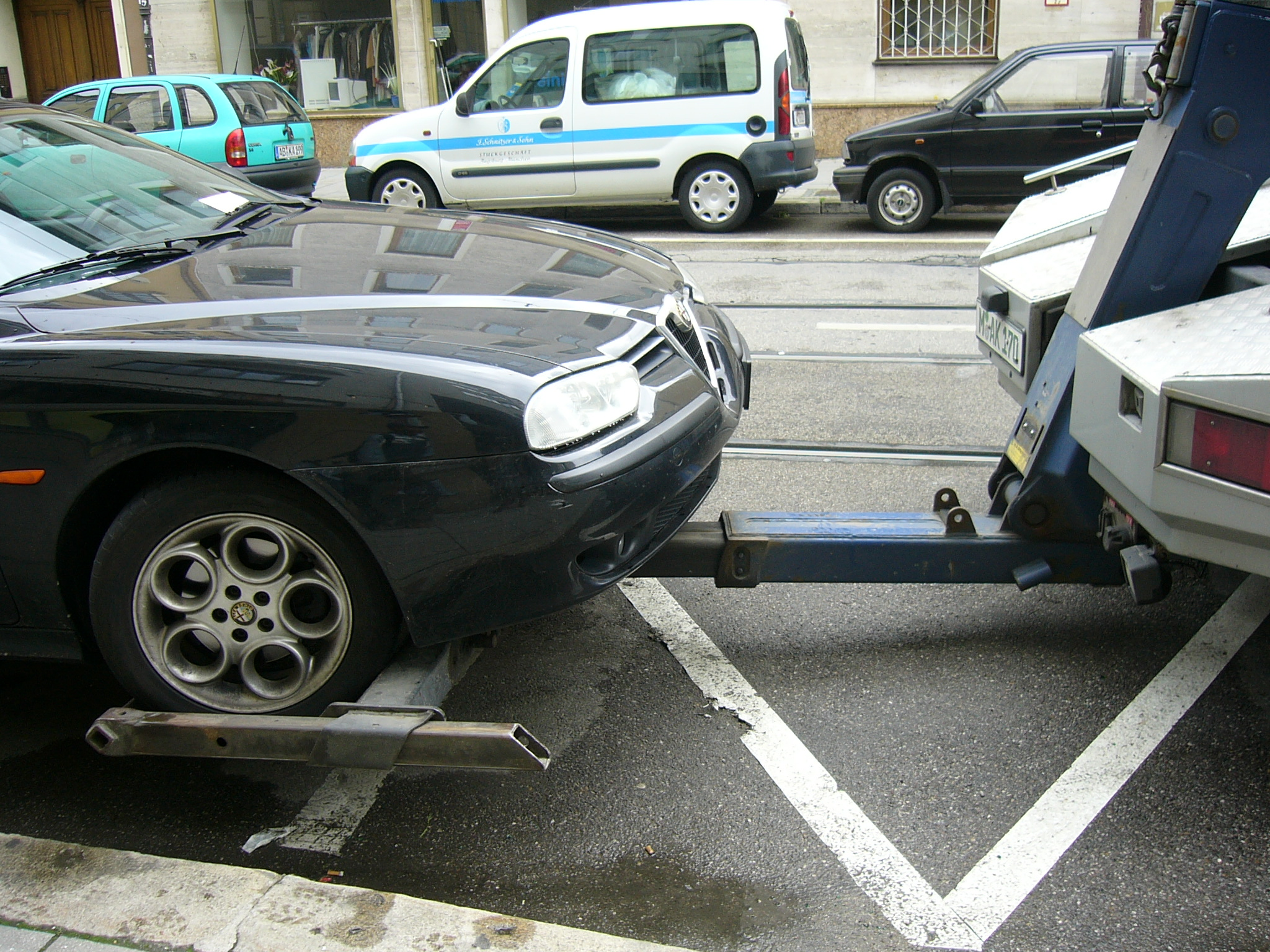
Abschleppbrille im Einsatz

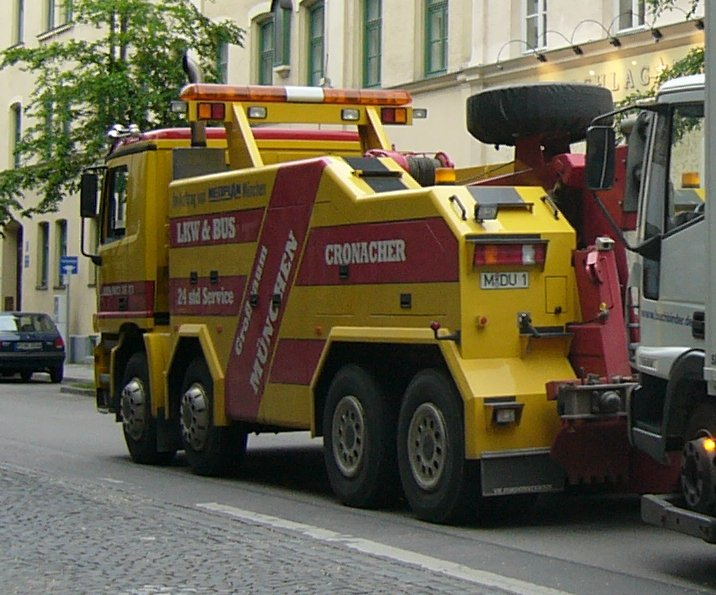
Ein Iveco Eurocargo auf einer Abschleppbrille

Ähnlich einer Abschleppachse ist am Heck des Abschleppfahrzeuges ein brillenförmiges Gestell (daher auch der Name) angebracht, das hydraulisch aus- und eingefahren, gehoben und gesenkt werden kann, um einen Pkw oder einem Anhänger mit einer Achse mittels Seilwinde in die Brille zu ziehen und anschließend aufzubocken (von der Fahrbahn zu heben). Verwendet wird die Abschleppbrille oft von der Pannenhilfe oder zur Fahrzeugbergung nach Verkehrsunfällen. Ein abgeschleppter Pkw verhält sich dabei – im Gegensatz zur ebenfalls verwendeten Abschleppachse – wie ein Einachsanhänger und ist beim Rückwärtsfahren leichter zu lenken. Außerdem dürfen viele Fahrzeuge mit Automatikgetriebe nur mit freier Achse abgeschleppt werden: Die Räder dürfen sich bei stehendem Motor nicht drehen, weil dann das Getriebe nicht ausreichend geschmiert ist.
Im Zuge der Ladungssicherung müssen die Achsen mit der Brille mittels Zurrgurt vom Typ Rad-Sicherungsgeschirr nach DIN EN 12195-1 gesichert sein, damit das Fahrzeug im Falle einer Vollbremsung oder eines Fahrfehlers des Fahrzeugführers des Abschleppfahrzeugs nicht von der Brille springt.